# Hans Keller (Politiker, 1903)
Hans Keller (* 1. Februar 1903 in Berlin; † 6. September 1956 in Detmold) war ein deutscher Politiker (NSDAP) und Bürgermeister von Detmold.

## Leben
Der Diplom-Kaufmann Hans Keller kam 1928 nach Detmold und arbeitete hier als Steuerberater und Leiter der kassenärztlichen Verrechnungsstelle Detmold. Er trat zum 1. März 1932 der NSDAP bei (Mitgliedsnummer 967.943) und war ab August 1932 Mitglied der SS. Ab Oktober 1932 war Keller Stadtverordneter für die NSDAP in Detmold. Am 31. März 1933 wurde er kommissarischer Oberbürgermeister als Nachfolger des von der NSDAP abgesetzten Emil Peters. Am 2. November 1933 wurde er offiziell als Bürgermeister für ein Jahr gewählt. Innerhalb der NS-Fraktion gab es schon im Vorfeld Widerständer gegen seine Wahl. Ein Stimmungs- und Lagebericht an die Gauleitung vermerkt für August 1934: „… man versteht es nicht, wenn der Herr mit seiner hohen Parteinummer auch das höchste Amt in Detmold bekommt.“ Dennoch wurde Keller einstimmig von den Stadtverordneten am 4. September 1934 auf zwölf Jahre zum Bürgermeister gewählt. Dieser rasante Aufstieg lässt auch gewisse Rückschlüsse auf die personelle und intellektuelle Kapazität der NS-Ortsgruppe Detmold zu. Obgleich Keller ab 1935 aufgrund seines Bürgermeisteramtes den Rang eines SS-Obersturmführers erhielt, trat er nicht in die Waffen-SS ein, was nahe gelegen hätte. Ein Amt innerhalb der NSDAP hatte Keller zudem nie bekleidet.
Kellers Bürgermeisterzeit war geprägt durch Konflikte mit den lokalen Größen der NSDAP und der kommunalen Aufsichtsbehörde einerseits und andererseits durch das Spannungsfeld zwischen den rivalisierenden Polen Partei und Staat. Die deutsche Gemeindeverordnung vom 30. Januar 1935 schloss die Ortsgruppen der NSDAP endgültig aus der kommunalen Verwaltung aus, und die Querelen, die mehrfach von den Detmolder Ortsgruppen gegen den Bürgermeister Keller angefacht wurden, waren eher ein Reflex dieser Ohnmacht.
In einem Bericht der Detmolder Ortsgruppe an die Kreisleitung vom März 1934 wird die geringe Anzahl arbeitsloser NSDAP-Mitglieder und sogenannter ‘alter Kämpfer‘ (Eintritt in die Partei vor dem 14. September 1930) in die einfache oder unteren mittleren Beamtenlaufbahn der Stadt Detmold bemängelt. Keller bemerkte jedoch: „dass eine ganze Reihe alter Kämpfer der Bewegung in Arbeiter- und Angestelltenstellen der Stadt Detmold untergebracht sind, die jedoch mangels geeigneter Beamtenstellungen oder Vorbildung nicht zu Beamten ernannt werden können.“
Anlässlich der bevorstehenden Hochzeit des Prinz Bernhard zur Lippe-Biesterfeld mit der niederländischen Thronfolgerin Juliana und eines Besuches in Detmold im Oktober 1936 wurden Keller Verfehlungen vorgehalten. Eigenmächtig hatte er dem Brautpaar zwei ehrerbietige Telegramme geschickt und ein im Besitz der Stadt Detmold befindliches Ölgemälde schenken wollen. Zudem hatte Keller Informationsmaterial an eine neu eröffnete Lippe-Detmold-Stube in Den Haag geschickt, die von jüdischen Geschäftsleuten betrieben wurde, was Keller allerdings nicht wusste. Der Landrat Schweiger in seiner Eigenschaft als Vertreter der unteren kommunalen Aufsichtsbehörde berichtete diese Vorfälle dem Chef der Landesregierung, Reichstatthalter in Lippe und Gauleiter Dr. Alfred Meyer. Keller wurde am 3. Januar 1937 zwangsbeurlaubt und des Landes verwiesen, aber „trotz schwerer Bedenken“ des Reichstatthalters Dr. Meyer und gegen Widerstände der lokalen Parteigrößen mit Wirkung zum 1. Mai 1937, in ‘Hinblick auf seine sonstigen Verdienste um die Stadt‘, so Meyer, wieder mit dem Amt des Detmolder Bürgermeisters betraut.
Wie festgefahren das Verhältnis zwischen Bürgermeister Keller und seinem politischen Umfeld war, wird wie folgt dokumentiert. Der Ortsgruppenleiter und Ratsherr Betz berichtete dem Kreisleiter der NSDAP und Stellvertretenden Chef der Landesregierung Adolf Wedderwille am 31. Januar 1939, „daß der Bürgermeister sich um die Stellung von Kreisleiter, Ortsgruppenleiter und Ratsherren einen Dreck kümmert.“ Wedderwille berichtet dem Gauamtsleiter Emil Irrgang am 3. Februar 1939, „dass die Zusammenarbeit zwischen Bürgermeister Keller und der Partei immer zu wünschen übrig gelassen hat. Alle Ortsgruppenleiter in Detmold haben bisher Streit mit Bürgermeister Keller gehabt.“ Der Gauamtsleiter für Kommunalpolitik Irrgang mahnte Keller in einem sehr persönlich gehaltenen Schreiben vom 16. März 1939, „dass selbst der tüchtigste Bürgermeister nur dann zum Erfolg kommt, wenn er in engster Übereinstimmung mit der Partei lebt und arbeitet.“ Irrgang beendet seine Ausführungen mit dem Hinweis, „Sie dürfen mir glauben, dass dieser Rat meiner ehrlichen Überzeugung entspricht und Sie auf einen dauernden Verblieb in Ihrer heutigen Stellung nach meiner Ansicht nur rechnen können, wenn Sie die enge und vertrauensvolle Zusammenarbeit mit den Stellen der Bewegung herbeiführen.“
Für den Bürgermeister blieb als angeblich einziger Ausweg aus der verfahrenen Gesamtsituation „die Flucht in die Wehrmacht bei Kriegsausbruch“, wie er dem Sonderbeauftragten für die Entnazifizierung im Lande Nordrhein-Westfalen im September 1948 sicherlich zu apologetisch schrieb. Während des Zweiten Weltkrieges gehörte Keller von 1939 bis 1945 der Wehrmacht an und brachte es hier bis zum Kompanie-Führer. Der evangelischen Kirche blieb Keller zeitlebens treu.
Am 4. April 1945 besetzten Einheiten der 30. US-Division Detmold. Noch am gleichen Tag wurde Keller als Oberbürgermeister entlassen. Von 1945 bis 1947 saß er im Internierungslager Recklinghausen-Hillerheide. Er wurde vom Entnazifizierungs-Hauptausschuss für den Kreis Detmold am 9. Dezember 1948 in die Kategorie IV (Mitläufer) eingestuft.
Trotz seiner Vergangenheit wurde Hans Keller von der CDU in Lemgo als Kandidat für die Bundestagswahl 1953 aufgestellt. Er starb am 6. September 1956 in Detmold.